# Cratere Cruz
Cruz  è un cratere sulla superficie di Marte.